# Namundra griffinae
Namundra griffinae is een spinnensoort in de taxonomische indeling van de Prodidomidae.
Het dier behoort tot het geslacht Namundra. De wetenschappelijke naam van de soort werd voor het eerst geldig gepubliceerd in 2007 door Norman I. Platnick & Bird.